# Собор Святых Лаврентия и Елизаветы (Роттердам)

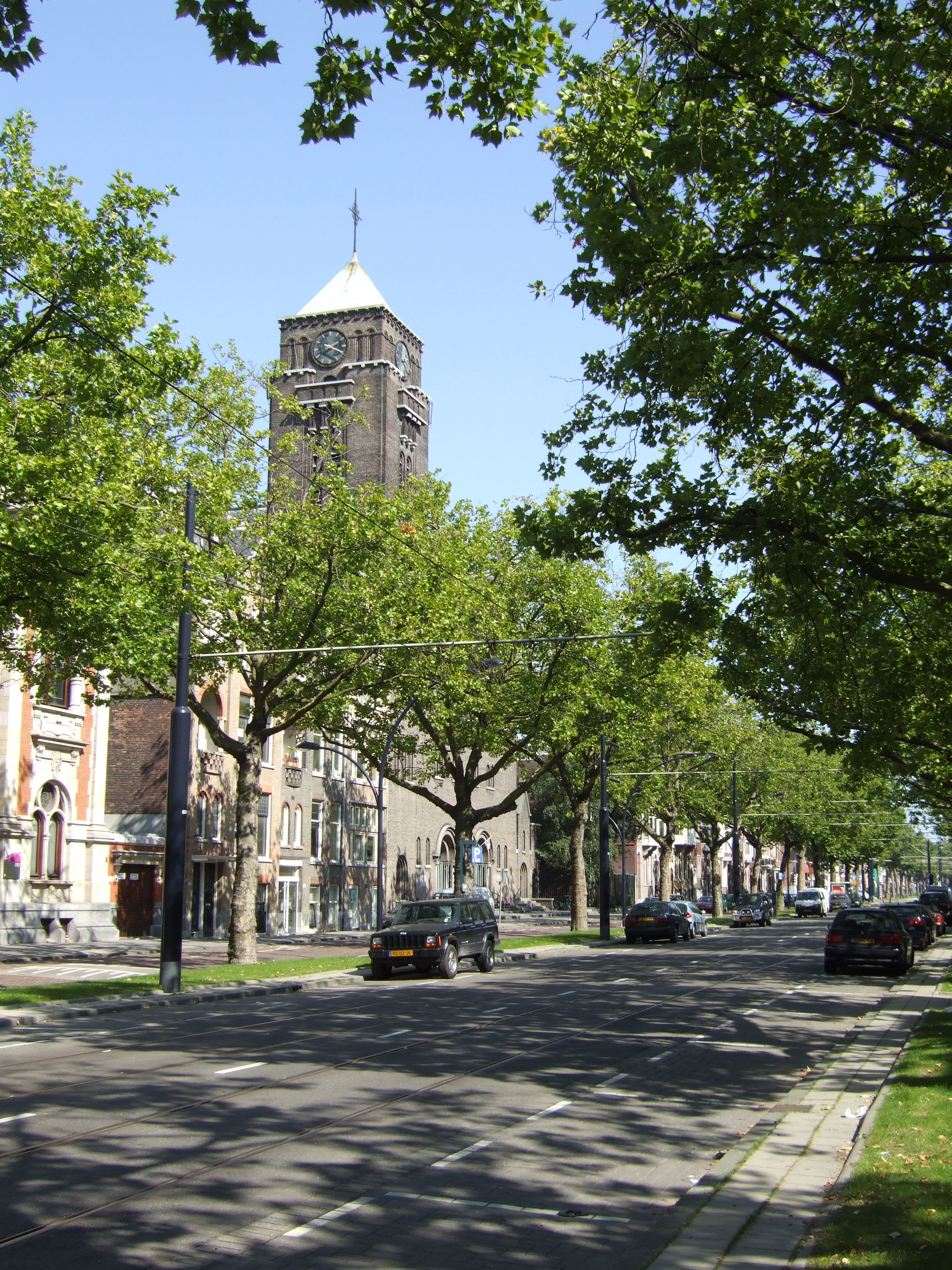
Собор святых Лаврентия и Елизаветы, Роттердам, Нидерланды

Собор святых  Ларентия и Елизаветы (нидерл.  Laurentius-en Elisabethkathedraal) – католическая церковь, находящаяся в городе Роттердам, Нидерланды. Собор святых Лаврентия и Елизаветы является кафедральным собором епархии Роттердама. 

## История
Церковь святых Лаврентия и Елизаветы началась строиться в 1904 году в псевдороманском стиле. Церковь строилась в два этапа по проекту архитектора Бускенса, который взял за модель Замок Вартбург, Тюрингия. В первый этап строительства с 1906 по 1908 гг. был построен фасад храма. 1 мая 1908 года храм был освящён в честь святой Елизаветы Венгерской и стал использоваться как приходская церковь. I Мировая война замедлила строительство храма. Во втором этапе с 1920 по 1922 гг. были достроены две башни. 
В 1944 году при воздушном налёте значительно пострадал боковой неф, который был отремонтирован после войны. 
16 июля 1955 года была основана епархия Роттердама. В 1956 году храм стал кафедральным собором епархии Роттердама. Ему добавили имя святого Лаврентия, покровителя Роттердама. 